# ハウチワノキ
ハウチワノキ（学名: Dodonaea viscosa (L.) Jacq.）は、ムクロジ科ハウチワノキ属の常緑樹である。日本の琉球諸島や小笠原諸島を含む世界中の熱帯および亜熱帯に広く分布し（参照: #分布）、複数の地域において伝統的に有用植物として利用されてきた（参照: #利用）。複数の亜種に分かれる（参照: #分類）。
ハウチワノキという名称は蒴果の両側にうちわ状の翼が見られることによるものである。また、種小名 viscosa は〈粘り気がある〉という意味のラテン語形容詞 viscosus を属名 Dodonaea に合わせて女性形としたものである。

## 分類
Hassler (2018) では以下の8亜種が認められている。
- Dodonaea viscosa subsp. angustifolia (L.f.) J.G.West（シノニム: D. angustifolia L.f.、D. viscosa var. angustifolia (L.f.) Benth.）- 狭義のハウチワノキ。基本種との区別については#特徴を参照。亜種小名はラテン語で〈葉が細い〉を意味する。
- Dodonaea viscosa subsp. angustissima (DC.) J. West
- Dodonaea viscosa subsp. burmanniana (DC.) J. West
- Dodonaea viscosa subsp. cuneata (Smith) J. West
- Dodonaea viscosa subsp. elaeagnoides (Rudolphi ex Ledeb. & Adlerstam) Acev.-Rodr.
- Dodonaea viscosa subsp. mucronata J.G. West
- Dodonaea viscosa subsp. spatulata (Smith) J. West
- Dodonaea viscosa subsp. viscosa

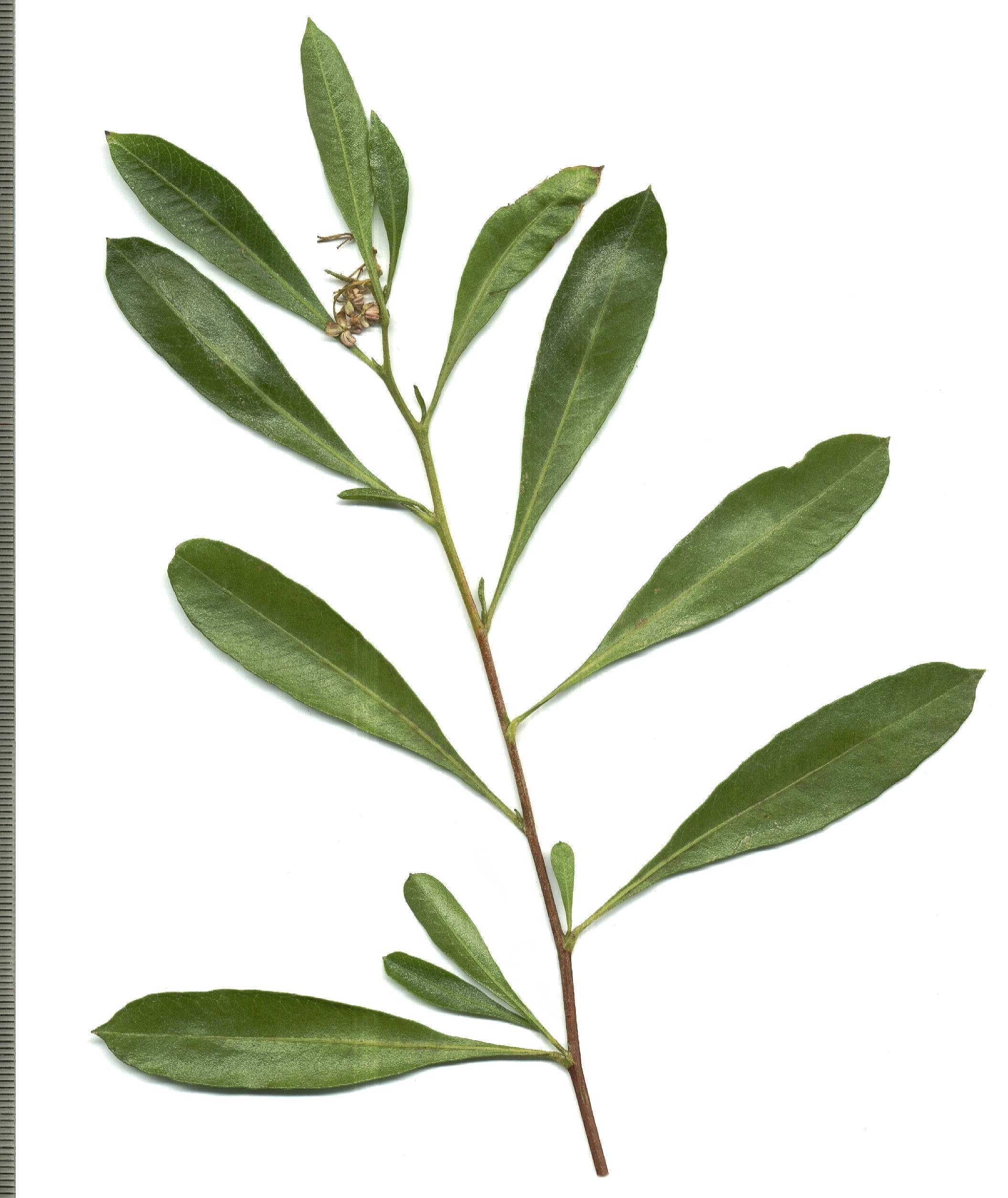
subsp. angustifolia の葉。
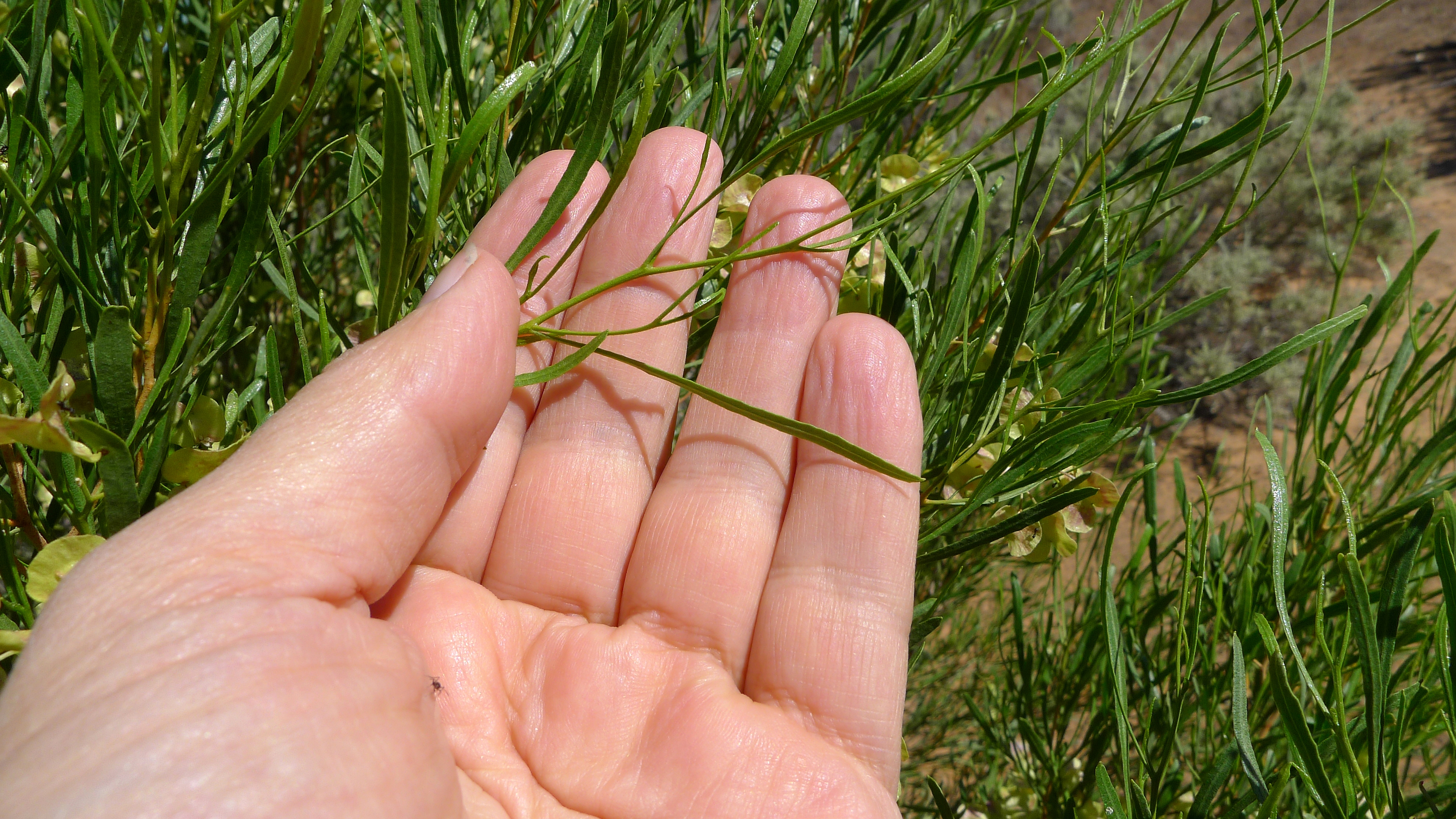
subsp. angustissima の葉。
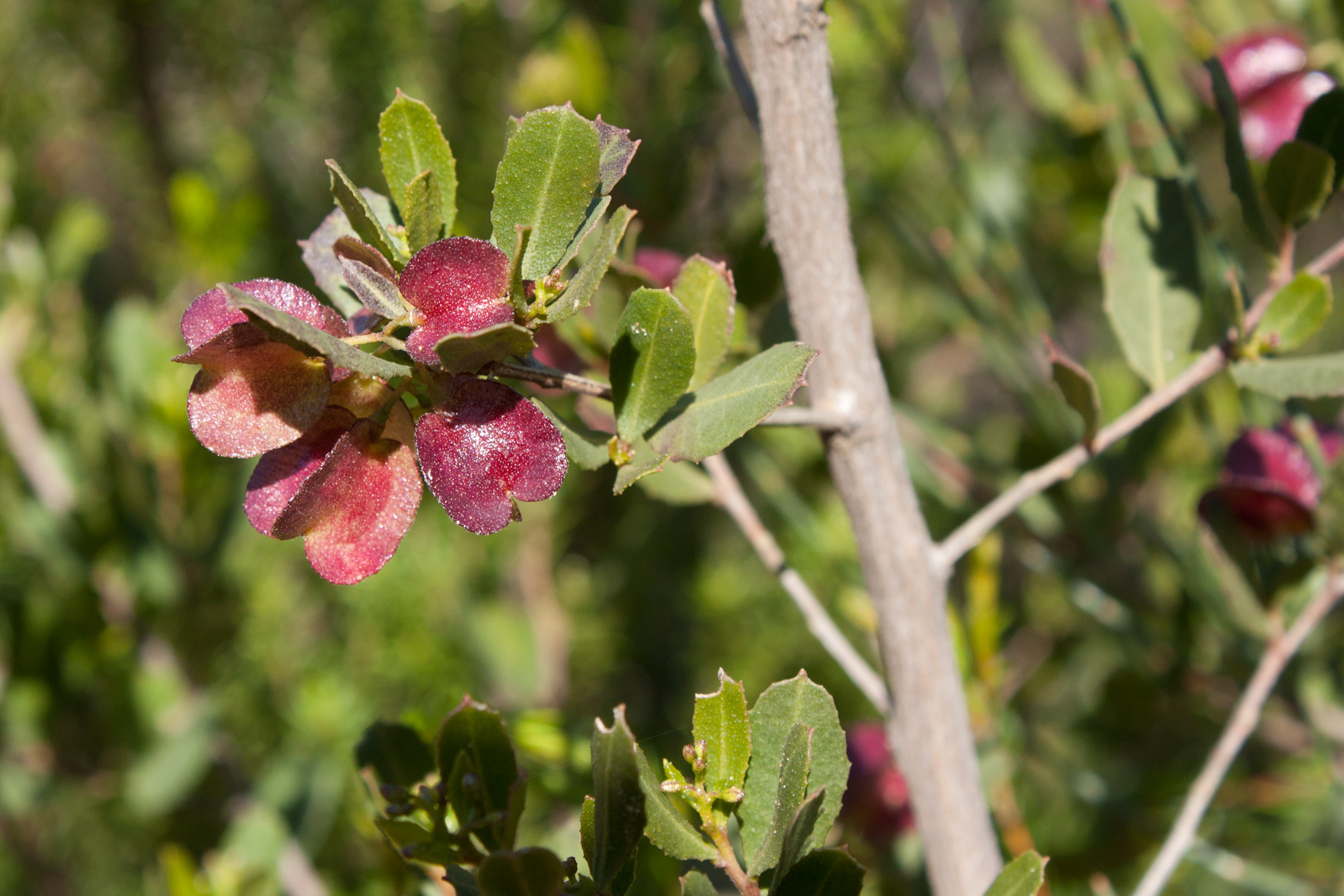
subsp. cuneata。
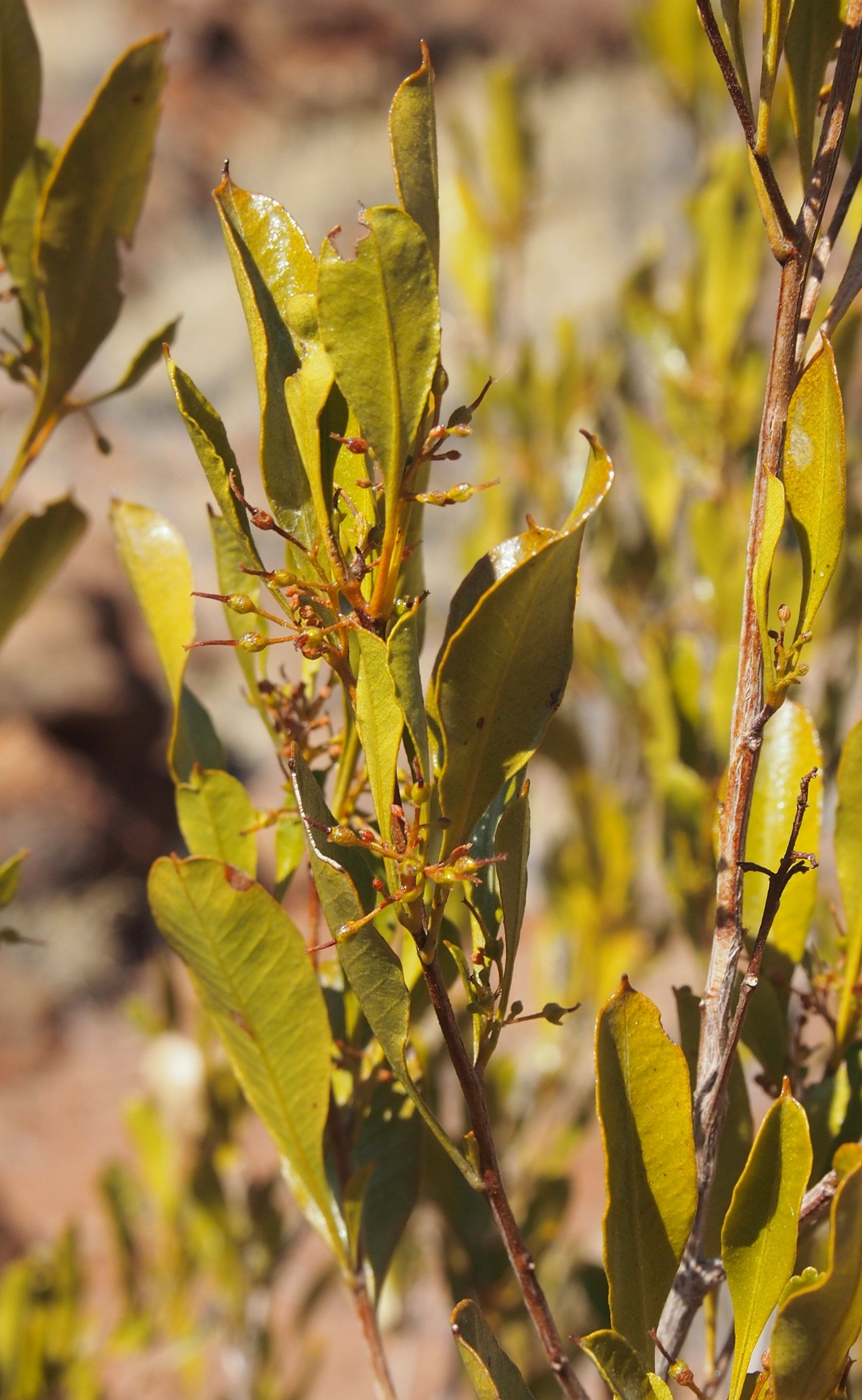
subsp. mucronata の葉。
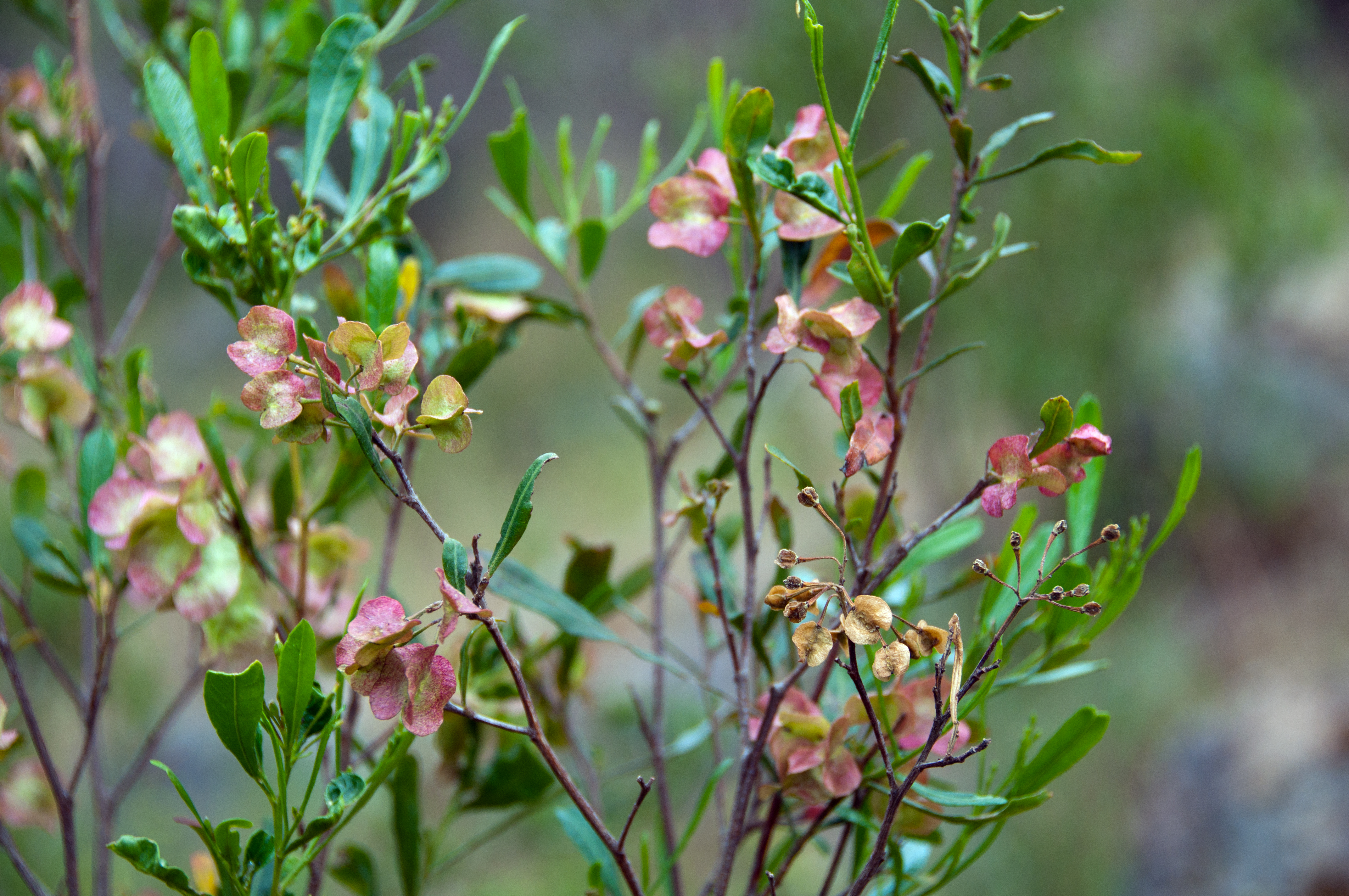
subsp. spatulata。

## 分布
世界の熱帯および亜熱帯に広く分布する。Hassler (2018) によれば、亜種ごとの分布の詳細は以下の様になっている。
- subsp. angustifolia（狭義のハウチワノキ）: オーストラリア（クイーンズランド州南東部、ニューサウスウェールズ州、ビクトリア州東部）、ニューギニア、ロード・ハウ島、ニューカレドニア、熱帯アフリカ、南アフリカ共和国（リンポポ州、北西州、ハウテン州、ムプマランガ州、クワズール・ナタール州、北ケープ州、西ケープ州、東ケープ州）、スワジランド、ナミビア、ガボン、インド（マディヤ・プラデーシュ州、タミル・ナードゥ州）、スリランカ、小スンダ列島（ティモール島）、フィリピン（全土）、ベトナム、ジャワ島、スラウェシ島、モルッカ諸島、エジプト（南東部）、イラン（南イラン）、オマーン（ドファール特別行政区、マスカット特別行政区）、サウジアラビア、イエメン（ハドラマウト県の海岸部および内陸部; 内陸部北部、西部）、ブータン（ただし移入されたもの）、ジャマイカ、イスパニョーラ島、小アンティル諸島（セントルシア）、北アメリカ、中央アメリカ、南アメリカ、ブラジル
- subsp. angustissima: オーストラリア（西オーストラリア州、ノーザンテリトリー南部、南オーストラリア州、クイーンズランド州南西部および中央部、ニューサウスウェールズ州、ビクトリア州）
- subsp. burmanniana: オーストラリア（クイーンズランド州北東部、ニューサウスウェールズ州北東部）、アメリカ、アフリカ、アジア
- subsp. cuneata: オーストラリア（南オーストラリア州南東部、ニューサウスウェールズ州、ビクトリア州北西部、クイーンズランド州南東部）
- subsp. elaeagnoides: ハイチ、ドミニカ共和国、バハマ、タークス・カイコス諸島、小アンティル諸島（バーブーダ島、シント・ユースタティウス島、ラ・デジラード島、グレナダ）、キューバ、ケイマン諸島
- subsp. mucronata: オーストラリア（西オーストラリア州の乾燥地帯、ノーザンテリトリー、南オーストラリア州、クイーンズランド州西部、ニューサウスウェールズ州）
- subsp. spatulata: オーストラリア（南オーストラリア州南部、クイーンズランド州南東部、ニューサウスウェールズ州、ビクトリア州、タスマニア州）
- subsp. viscosa: エリトリア、エチオピア、ウガンダ、ケニア、タンザニア、琉球諸島（奄美や徳之島以南[3]）、ニュージーランド（ノースケープ（英語版） (North Cape) からバンクス半島にかけて、グレイマウス; チャタム諸島に見られるものは移入されたもの）、小笠原諸島（父島、兄島など）、ハワイ諸島（ニイハウ島、カウアイ島、オアフ島、モロカイ島、ラナイ島、マウイ島、ハワイ島）など

## 生態
ケニアでは満潮時の最高水位標近くの砂地や砂丘に見られる。狭義のハウチワノキは岩がち、あるいは溶岩のある場所の常緑低木林によく見られ、林縁にも生育が見られる。
ハワイ諸島ではカホオラウェ島を除く全ての島における海抜0-8,000フィート地帯の剥き出しで風にさらされ乾燥した地域や湿った地域に生育する。乾燥して風にさらされる土地では6フィート（= 1.8288メートル）以下の低木であるが、湿潤地域においては24フィート（= 7.3152メートル）以下の小高木となり得る。

## 特徴
高さ2-4メートルの常緑低木あるいは小高木で雌雄同株。小枝は角張り、ねばつき、赤茶色である。
葉は単葉で倒披針形、長さ5-10センチメートル、幅0.5-2.5センチメートル、波状の鋸歯を持つか全縁で両端が次第に細くなりほぼ無柄かつ無毛、中脈が裏面で隆起し、両面は若枝とともに腺点を密生してねばつく。清水 (1999) によれば、 葉の細さ太さで区別が行われる場合があり、細くて大部分が幅1センチメートルのものは狭義のハウチワノキ、相対的に広いものはヒロハハウチワノキ（Dodonaea viscosa var. viscosa）とされている。
花は黄緑色から乳白色で単性花あるいは雑性花、小枝の先の短い円錐花序につき、有柄、径約5ミリメートル、萼片は披針形で長さ約2ミリメートル、雄蕊（おしべ）は長さ約1.5センチメートル、花糸はごく短く、雌蕊（めしべ）は長さ約5.5ミリメートルであるがこのうちの4ミリメートル分が花柱であり、深く2裂する。子房は2室である。
果実は桃色から赤褐色、明淡褐色、紫色あるいは黄色の蒴果であり、円形の2翼（あるいはより多い場合も）を有し2室、各室に1-2個の種子が入る。果実にはサポニンが豊富に含まれる。
種子は黒色で倒卵形、長さ約3ミリメートル、やや平たく、光沢は見られない。
火事の影響を受けやすいが、燃やされた後でも急速に再生する。

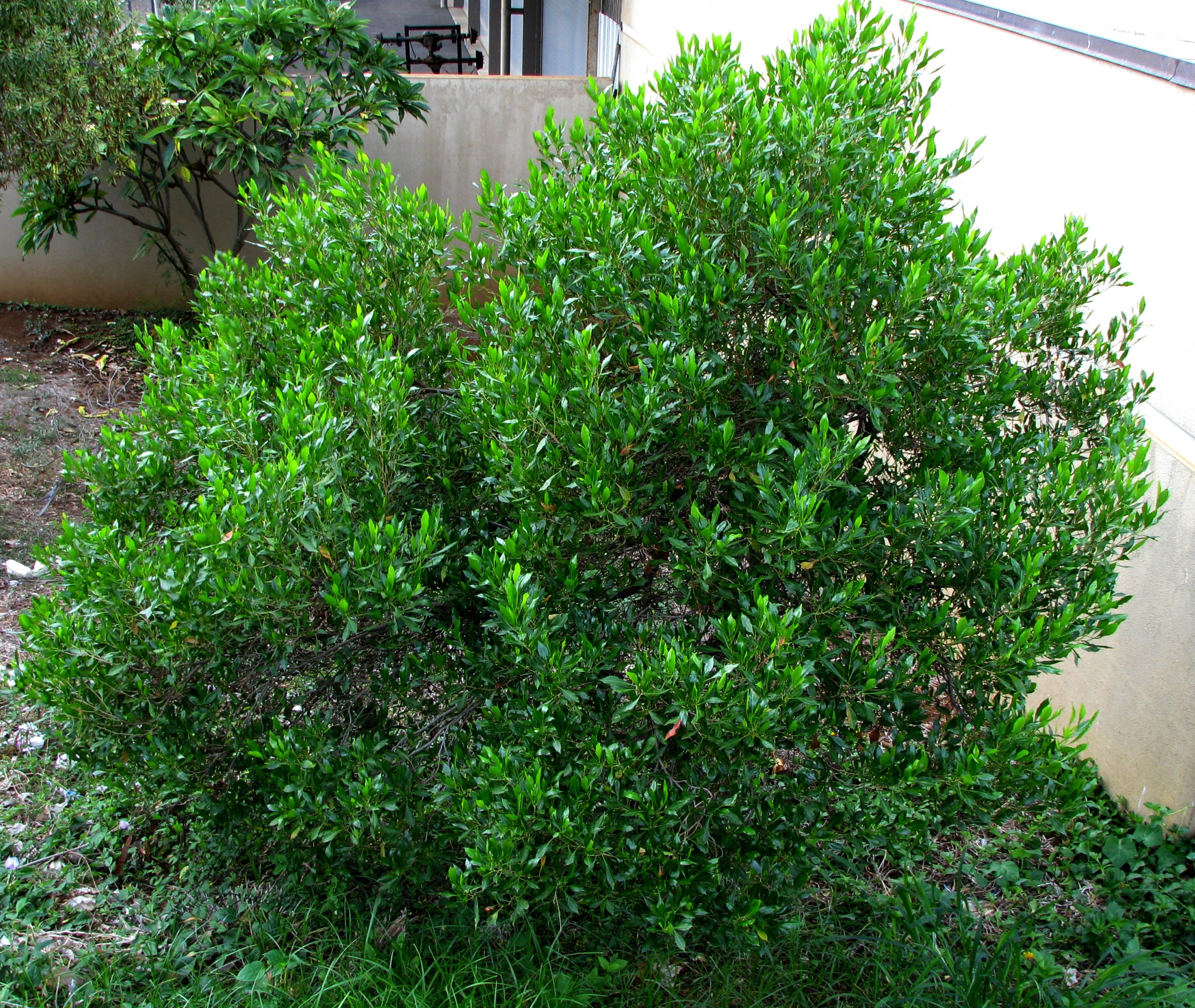
低木の状態。
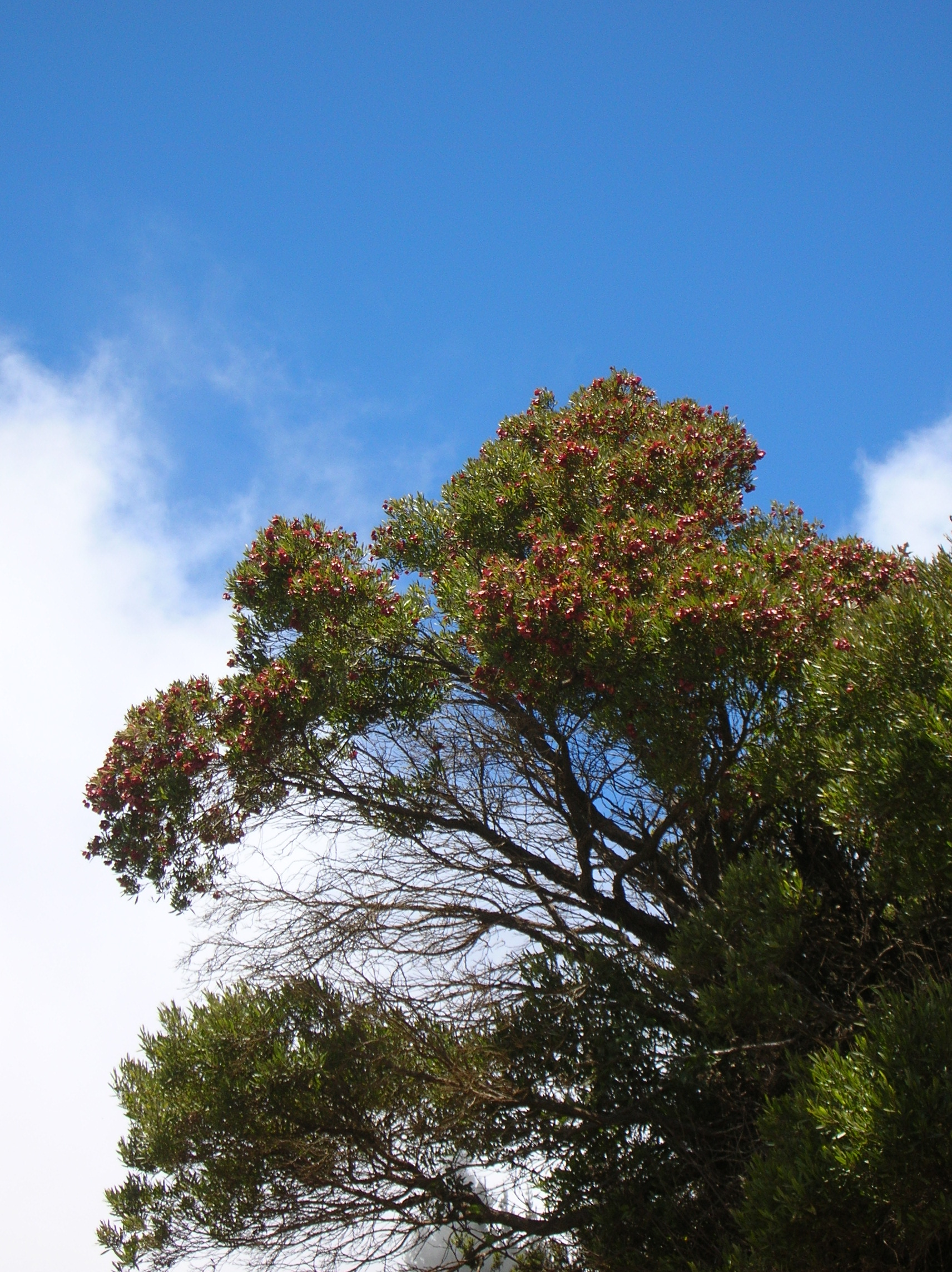
高木化したもの。
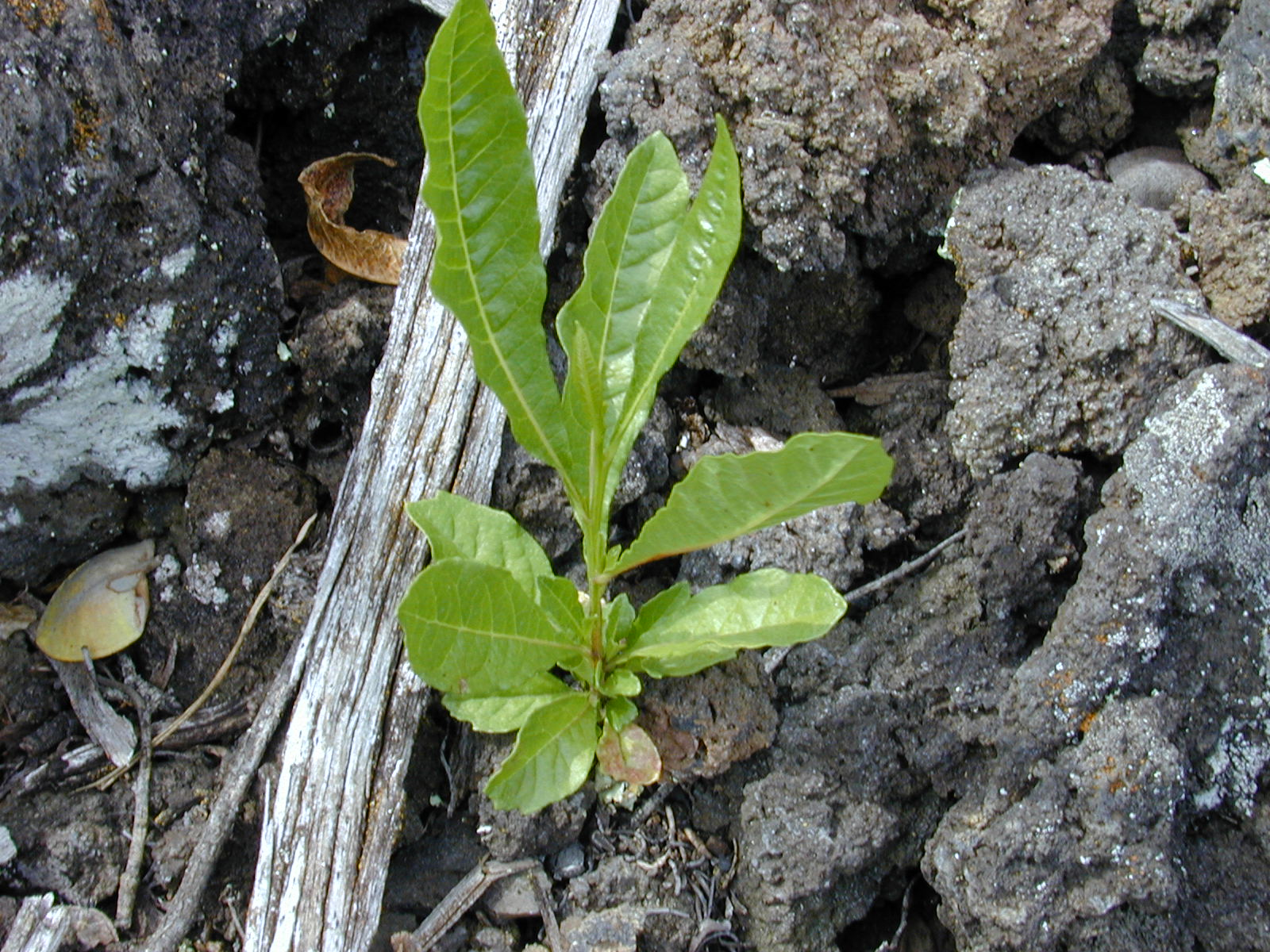
実生。マウイ島の溶岩の隙間から。
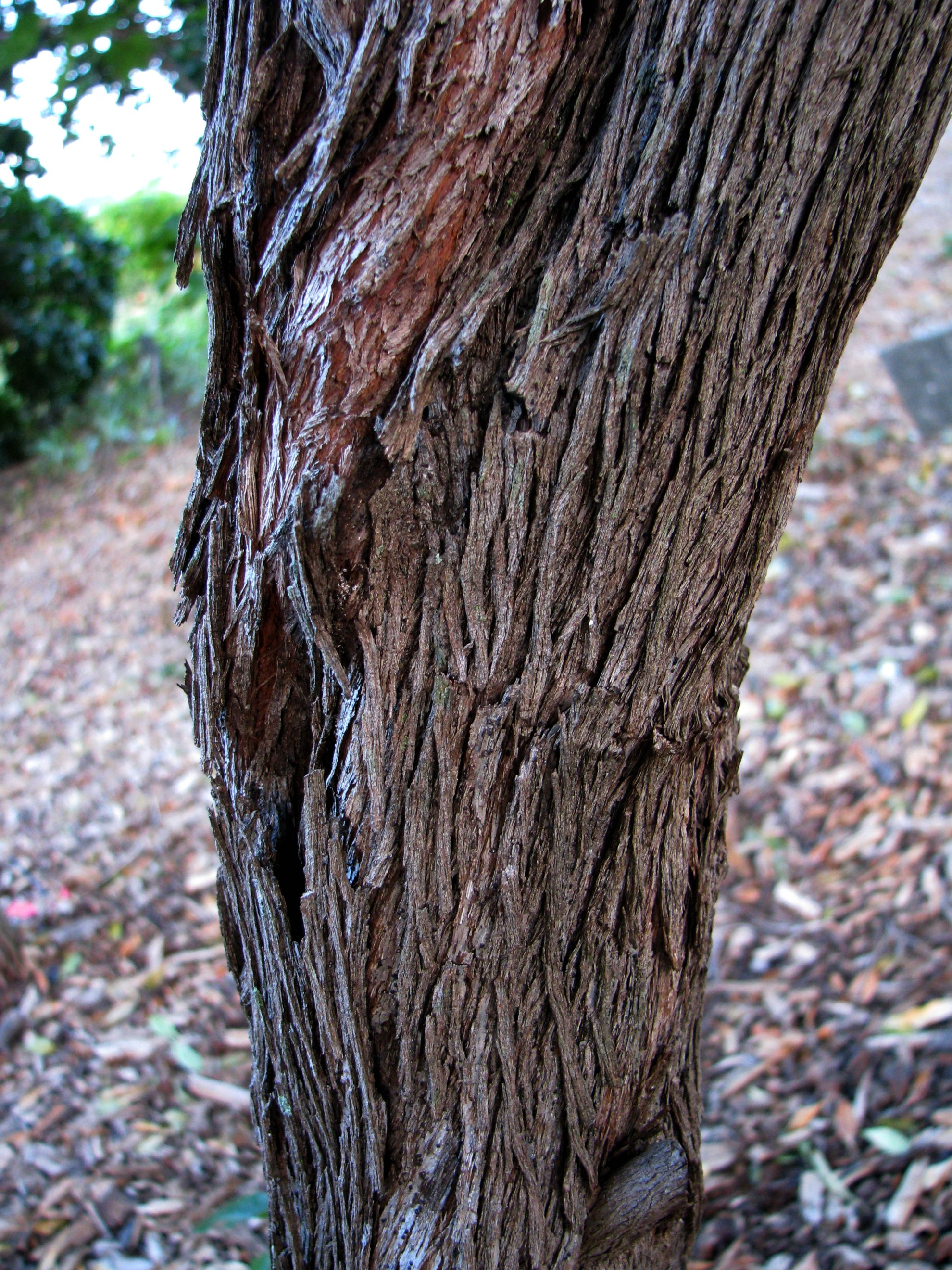
樹幹。
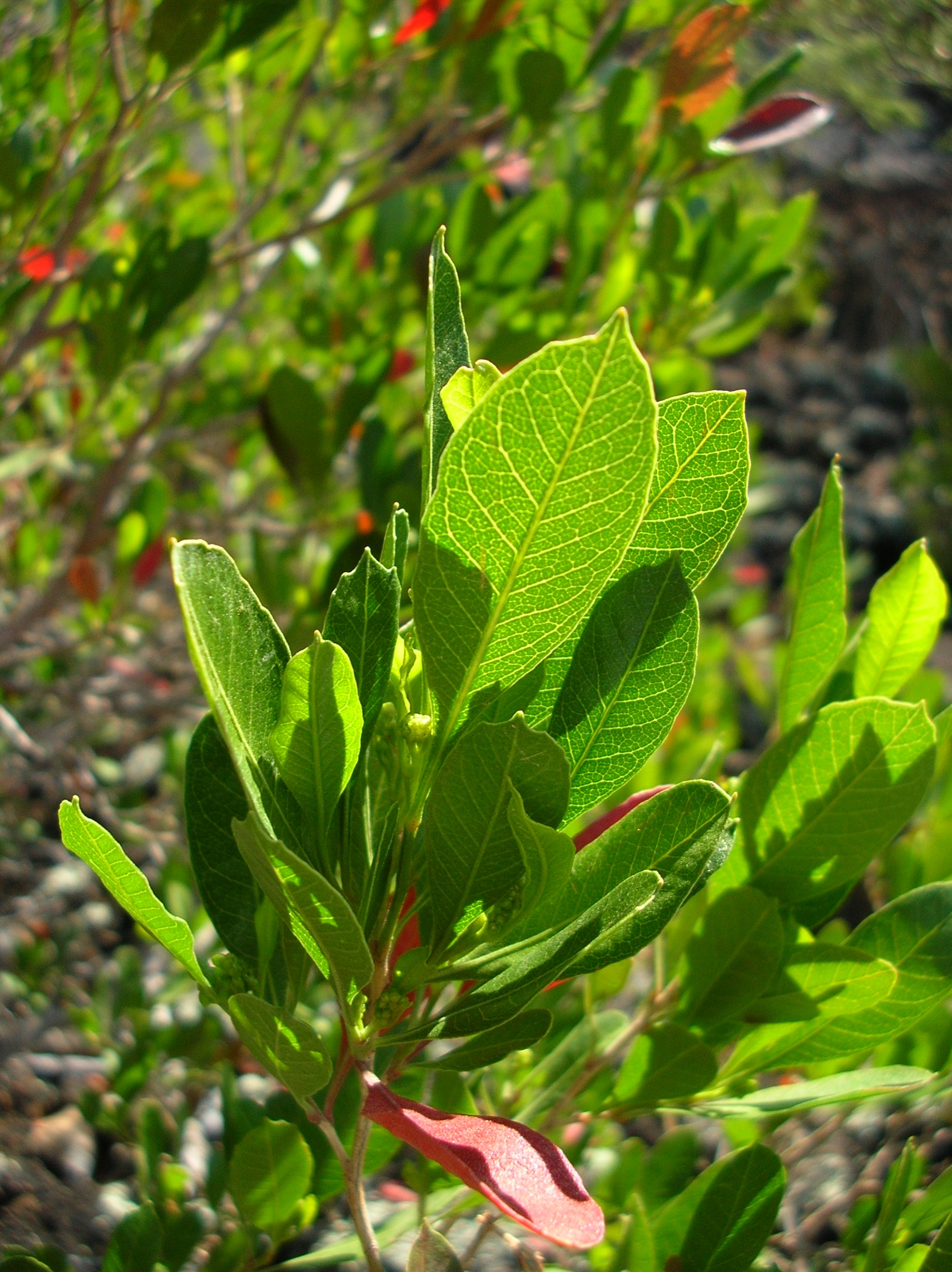
葉。
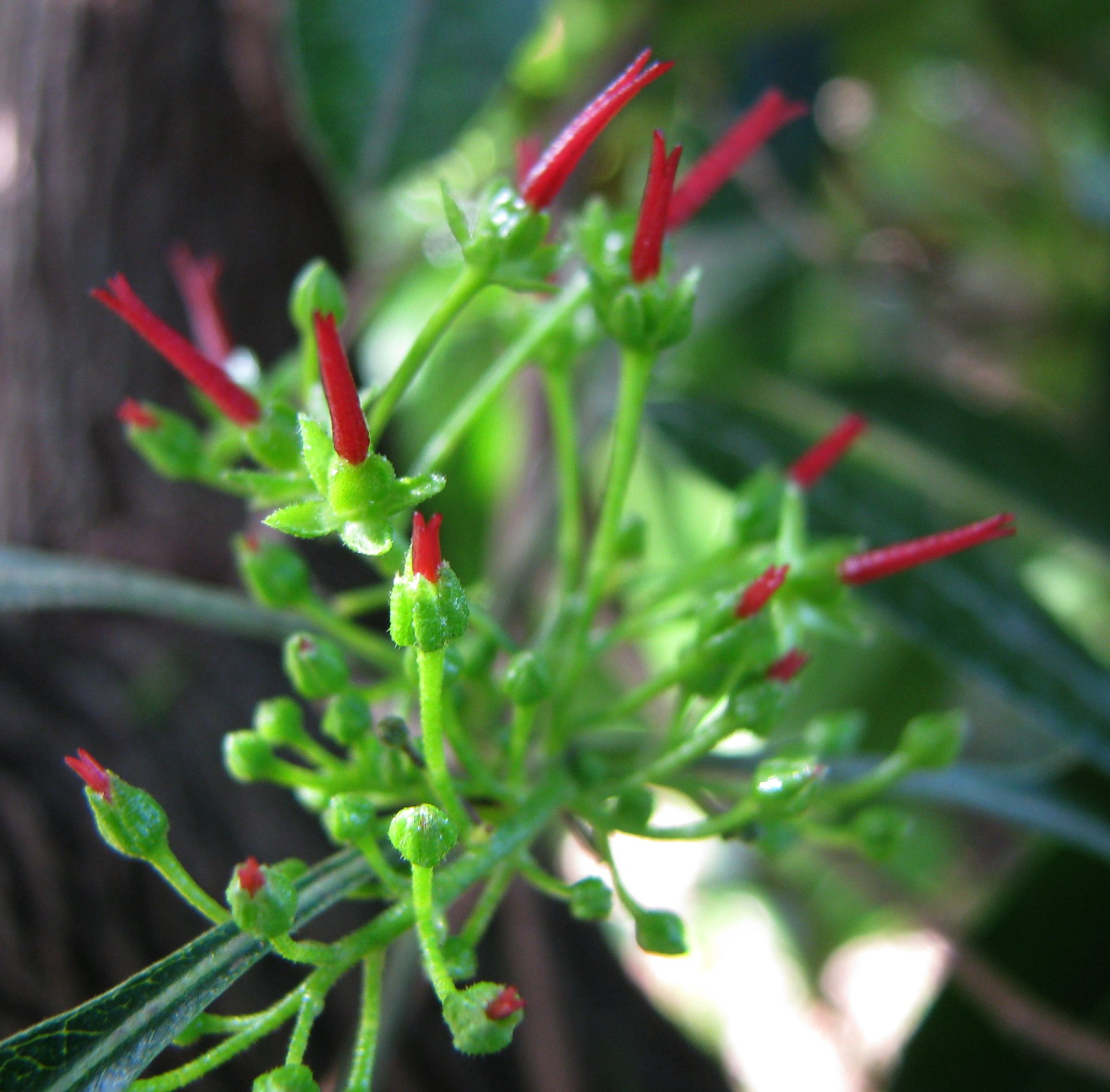
雌花。
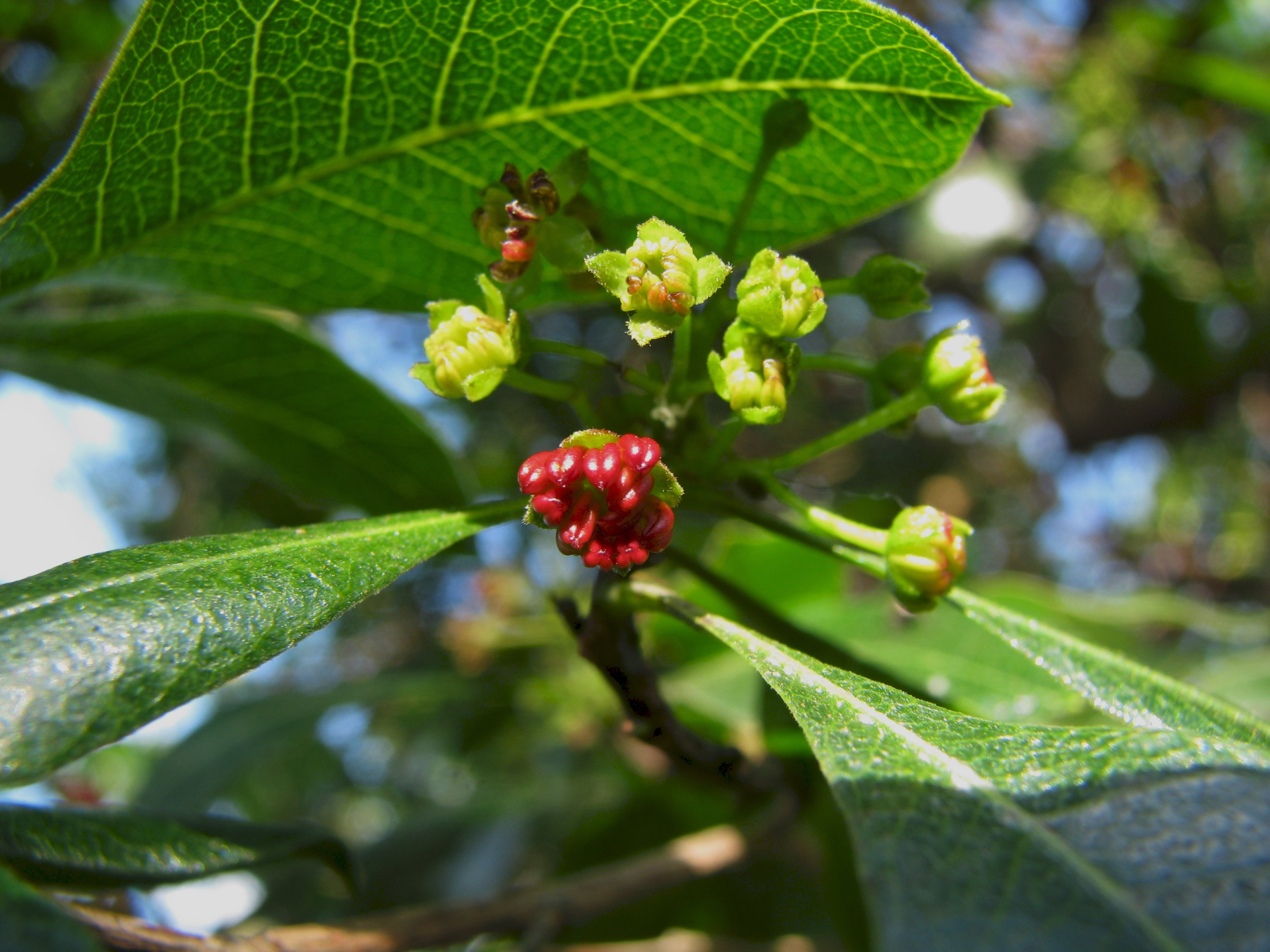
雄花。
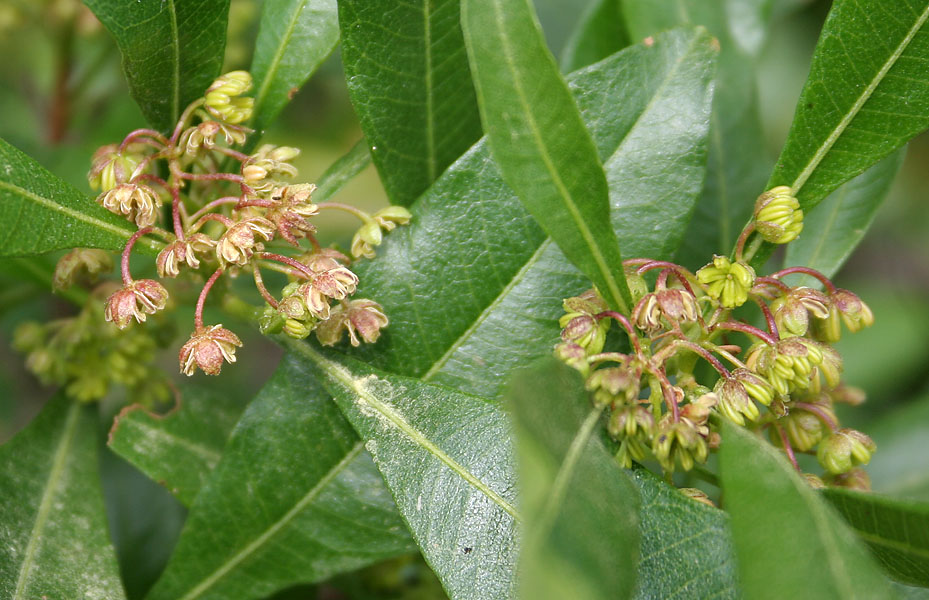
花。
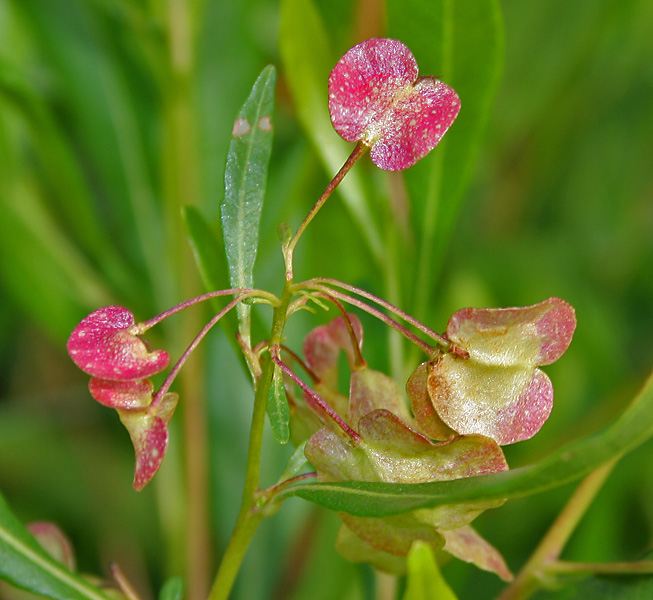
果実。
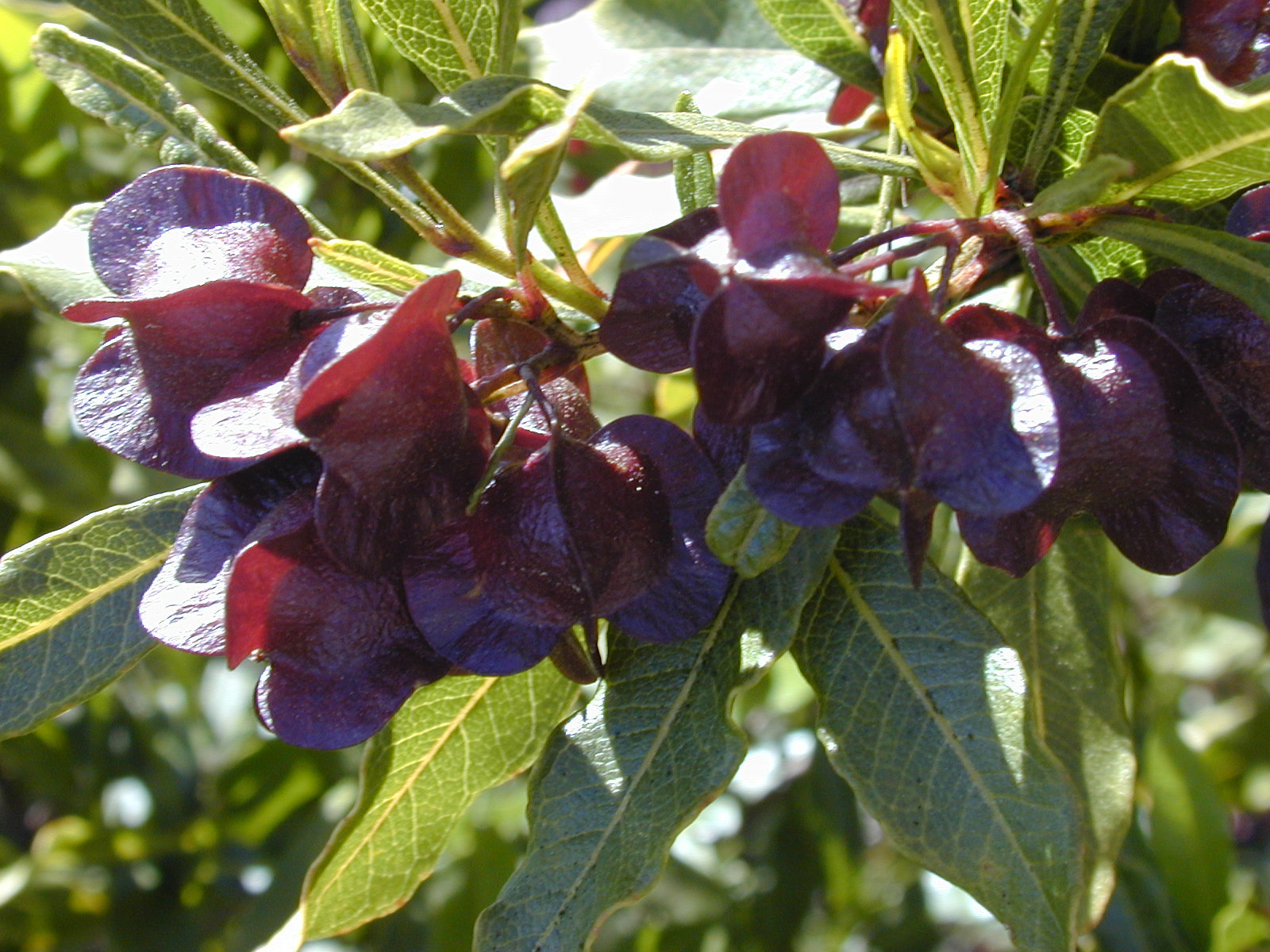
深紅色の果実。
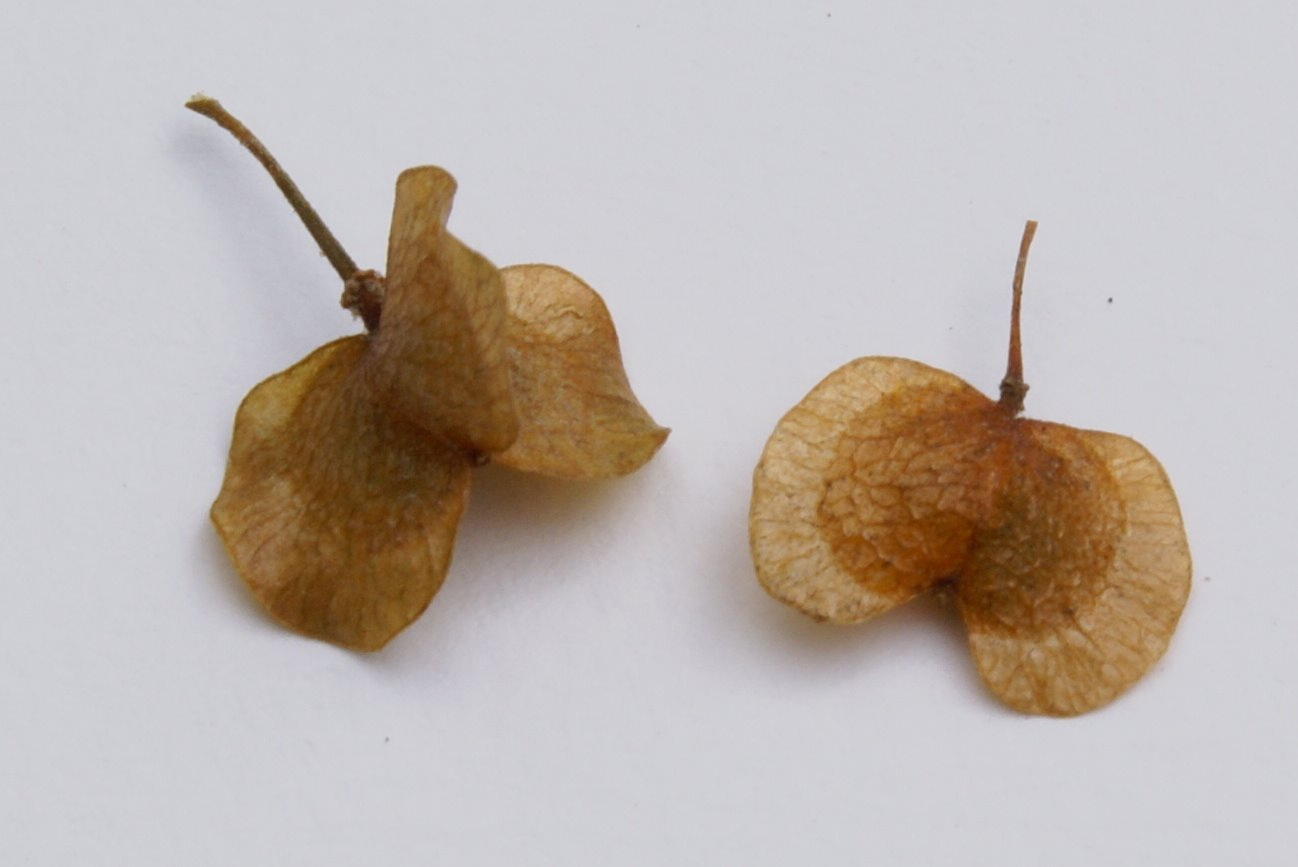
3翼の果実および2翼の果実。
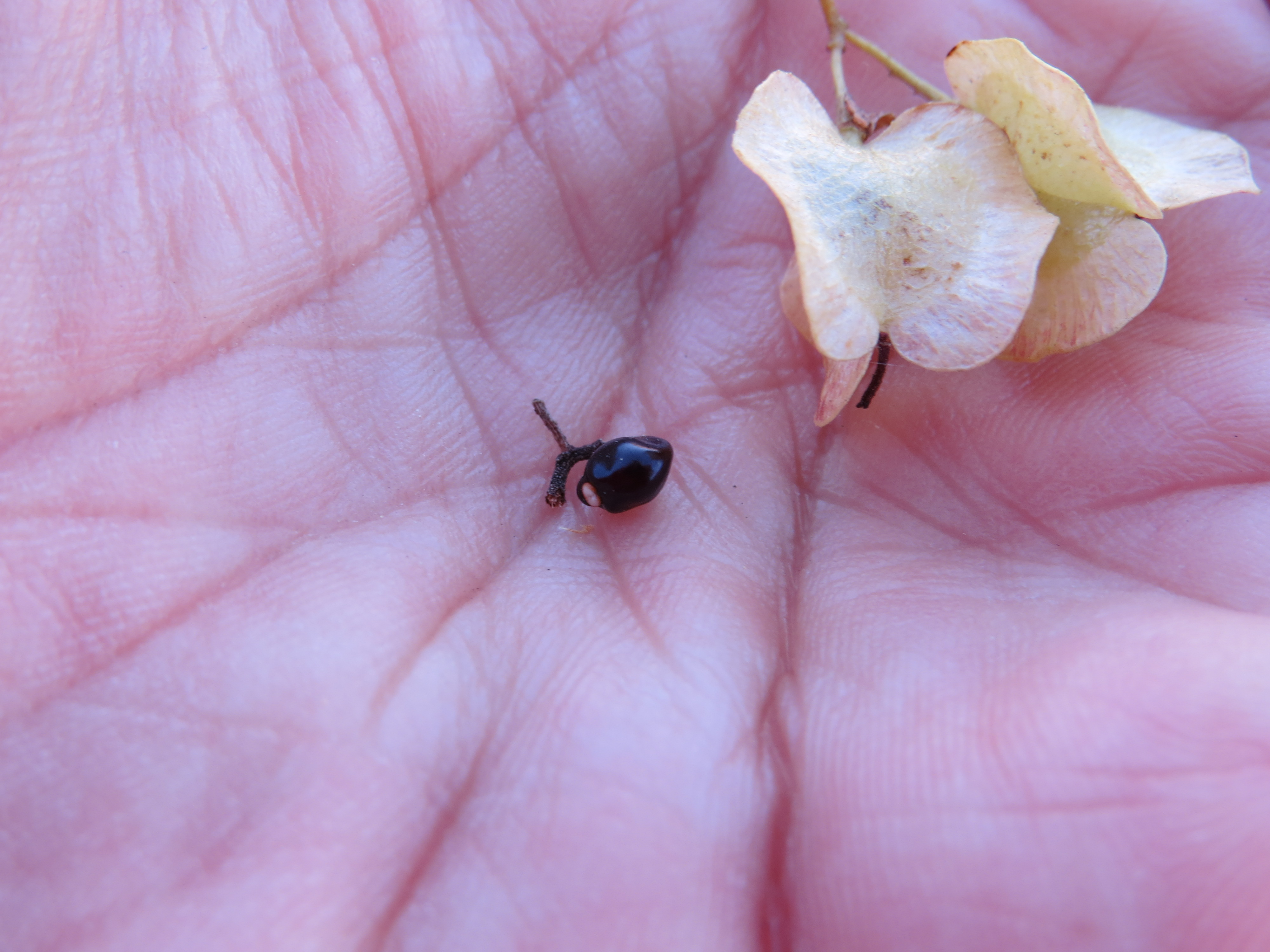
狭義のハウチワノキの果実および種子。
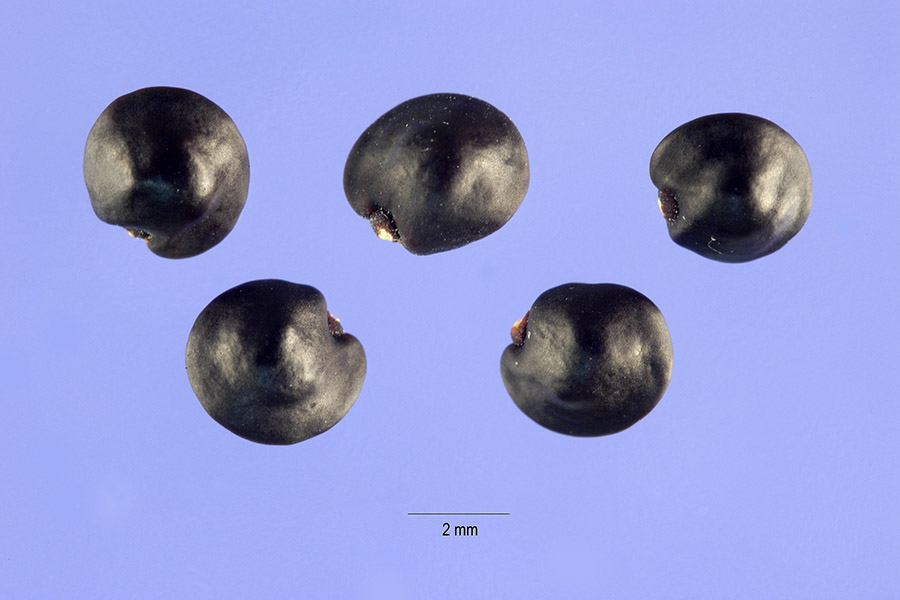
種子。

## 人間との関係

### 利用
ハウチワノキは複数の文化圏において有用植物として知られている。
東アフリカの5ヶ国（ウガンダ、エチオピア、エリトリア、ケニア、タンザニア）では以下のような利用法が見られる（〇印でその国において利用法が見られることを表す）。
|                | ウガンダ     | エチオピア                         | エリトリア           | ケニア                         | タンザニア   |
| -------------- | ------------ | ---------------------------------- | -------------------- | ------------------------------ | ------------ |
| 薪             | 〇           | 〇                                 | 〇                   | 〇                             | 〇           |
| 木炭           | 〇           | 〇                                 | 〇                   | -                              | 〇           |
| 柱             | 〇           | 〇                                 | 〇                   | 〇                             | 〇           |
| 道具の柄       | 〇           | 〇                                 | 〇                   | 〇                             | 〇           |
| 薬用           | 〇（葉、根） | 〇（葉や小枝の煎じ汁、煮沸した根） | 〇（葉、根）         | 〇（葉、根）                   | 〇（葉、根） |
| 蜜源           | 〇           | 〇                                 | 〇                   | 〇                             | 〇           |
| 土壌の保全     | 〇           | 〇                                 | 〇                   | -                              | 〇           |
| 風よけ         | 〇           | 〇                                 | 〇                   | -                              | 〇           |
| 生け垣         | 〇           | 〇                                 | 〇                   | 〇                             | 〇           |
| 歯ブラシ       | 〇（小枝を） | 〇                                 | 〇（若枝を）         | 〇                             | 〇（小枝を） |
| 箒             | -            | -                                  | 〇（若枝を）         | -                              | -            |
| 蒸気浴         | -            | -                                  | 〇（サウナのように） | -                              | -            |
| 屋根葺き       | -            | -                                  | 〇                   | -                              | -            |
| 観賞用         | -            | -                                  | -                    | 〇                             | -            |
| 土地の埋め立て | -            | -                                  | -                    | 〇（沼沢、不毛な土地や砂地を） | -            |
| 砂丘固定       | -            | -                                  | -                    | 〇                             | -            |

ケニアのキクユ人からは堅くシロアリの食害に強い木と見做され、伝統的に穀倉や掘り棒を作る際にこの木の材が用いられていた。ケニアではほかにも歩行用杖の材料などにされている。
ハワイではアアリイ（ʻaʻaliʻi）などと呼ばれ、果実がレイの材料とされてきた。
ニュージーランドのマオリ人はハウチワノキをアケアケ（akeake）もしくはアケ（ake）と呼び、種子の油を体に塗ったり、樹木から得られる精油を傷、ただれ、打ち身、関節痛に対する塗り薬として使用したりした。精油は青酸を遊離する可能性がある。

## 諸言語における呼称
- 英語: hop bush[10][7]、hopseed[18]、sand olive[12] - hopseed の名はオーストラリアの開拓者がビール作りの際ホップの代わりに本種の種子を用いたことによる[18]。

ウガンダ:
- クプサビニィ語（Kupsabiny、Sebei）: tombolokwa[12]
- ニャンコレ語: mushambya、omusambya[12]

ケニア:
- キクユ語: mũrema-mũthũa（モレマ・モゾア）- 全体で〈シロアリに抗する木〉を意味する[15]。また、この呼称は本種のほかにアカネ科コンロンカ属（英語版）の Mussaenda microdonta subsp. odorata（シノニム: M. odorata）も指し得る[14]。
- サバオト語（英語版）（Sabaot、Sebei）: tombolokwa[5]
- スワヒリ語: mkaa-pwani、mkapwani[5]
- ルオ語: oking'[8]
- ルヒヤ語: muendu[5]

タンザニア:
- スワヒリ語: mkengata[9]
- ヘヘ語（英語版）（Hehe）: luhahi[9]
- ルグル語（英語版）（Luguru）: mhangehange[9]

ハワイ:
- ハワイ語: ʻaʻaliʻi;〔ハワイ島カウ〕ʻaʻaliʻi-kū-makani - カウにおける呼び名は〈風に立つ主の如く根付いている〉という意味である[6]。

ニュージーランド:
- マオリ語: akeake、akerautangi、ake - このうち akeake は本種のほかにもキク科オレアリア属（英語版）のオレアリア・アウイケンニイフォリア（Olearia avicenniifolia）やオレアリア・トゥラヴェルシー（O. traversii）も指し得る[17]。